# Дворці (Калузька область)
Дворці (рос. Дворцы) — село в Дзержинському районі Калузької області Російської Федерації.
Населення становить 1089 осіб. Входить до складу муніципального утворення Село Дворці.

## Історія
Від 2004 року входить до складу муніципального утворення Село Дворці.

## Населення
| 2002 | 2010  |
| ---- | ----- |
| 962  | ↗1089 |